# Samuel Asoma
Samuel Asoma, född 15 juli 2002, är en belgisk-ghanansk fotbollsspelare som spelar för Helsingborgs IF.

## Karriär
Asoma började spela fotboll i belgiska KVV HT Zwijnaarde. 2016 gick han till storklubben Club Brügge, där han spelade 10 matcher i UEFA Youth League.
Den 22 augusti 2020 debuterade Asoma med Club Brugges B-lag i Challenger Pro League (näst högsta divisionen i Belgien), i en 2-0 förlust mot RWDM47. 2022 gick han till fjärdedivision-laget Royale Union Saint-Gilloise B-lag.
I juli 2023 skrev Asoma på för Dalkurd FF i Ettan norra. I februari 2024 värvades han av Allsvenska Västerås SK, där han skrev på ett treårskontrakt. Den 15 maj 2024 debuterade Asoma i Allsvenskan i en 2-0 förlust mot IFK Värnamo, där han blev inbytt i den 72:e minuten mot Jabir Abdihakim Ali.
I juli 2024 lånades han ut till Superettan-klubben Trelleborgs FF på ett halvårskontrakt.
I november 2024 värvades Asoma av Helsingborgs IF, där han skrev på ett fyraårskontrakt.

## Landslagskarriär
Född i den ghananska staden Berekum emigrerade han till Belgien vid en mycket ung ålder, är Asoma behörig att både representera Ghana och Belgien på landslags nivå.